# Nōbelissimos
Nobilissimus (Latino "il più nobile"), presso i greci bizantini nōbelissimos (νωβελίσσιμος) era uno dei titoli imperiali più elevati del tardo impero romano e dell'impero bizantino. Il suo corrispondente femminile era nobilissima.

## Descrizione
Originatosi come epiteto al titolo di Cesare (detenuto dall'erede apparente dell'imperatore), venne da questo separato da Costantino I e attribuito ad alcuni suoi parenti privi di diritti sovrani. In generale il titolo venne dato a membri della famiglia imperiale di grado inferiore al Cesare, rimanendo tale fino all'XI secolo. Nel Klētorologion di Philotheos, scritto nell'899, i simboli distintivi della carica erano una tunica purpurea, con mantello e cintura.
In seguito il titolo fu dato ai generali più anziani (Alessio Comneno fu il primo ad essere onorato in tal modo prima di diventare imperatore). L'inflazione delle onorificenze tipica del periodo Comneno portò alla scomparsa del titolo, che fu sostituito da nuovi appositamente creati quali prōtonōbelissimos e prōtonōbelissimohypertatos.